# Golfclub Midden-Brabant
Golfclub Midden-Brabant is een Nederlandse golfclub in Esbeek, in de provincie Noord-Brabant. De golfbaan is gelegen op het bijna 2700ha grote Landgoed de Utrecht ten Zuiden van Esbeek.